# Доситей II Нотарас
Доситей II (на гръцки: Πατριάρχης Ιεροσολύμων Δοσίθεος Β΄; със светско име Нотарас (на гръцки: Νοταράς); 1641-1707) е йерусалимски патриарх от 1669 година до 1707 година. Нотарас е един от най-образованите представители на източноправославната църква за своето време.

## Биография
Управлението на патриарх Доситей в Йерусалим е свързано с известно противопоставяне срещу католическата пропаганда на Балканите и с опит за сближение между йерусалимското духовенство и Русия. Автор е на множество трудове в областта на богословието и историята, сред които важно място заема историята му на йерусалимските патриарси, отпечатана след смъртта му в 1715 година от патриарх Хрисант Нотарас.
Нотарас пътува през България с цел събиране на помощи за Божи гроб през 1659-1664 година, като съпровожда патриарх Паисий Йерусалимски, и през 1663 - 1664 година, когато съпровожда патриарх Нектарий Йерусалимски. В 1669 - 1670 година, вече като патриарх, Доситей отново пътува през българските земи. Описва своите пътувания в пътепис.